# 2025-ös Formula–1 olasz nagydíj
Az olasz nagydíj a 2025-ös Formula–1 világbajnokság tizenhatodik futama lesz, amelyet 2025. szeptember 5. és szeptember 7. között rendeznek meg az Autodromo Nazionale Monza versenypályán, Monzában.

## Választható keverékek
| Abroncs              | Friss | Használt |
| -------------------- | ----- | -------- |
| Kemény keverék (C3)  |       |          |
| Közepes keverék (C4) |       |          |
| Lágy keverék (C5)    |       |          |
| Átmeneti esőgumi (I) |       |          |
| Teljes esőgumi (W)   |       |          |

## Szabadedzések
Az olasz nagydíj első szabadedzését szeptember 5-én, pénteken délután tartják, magyar idő szerint 13:30-tól.
Az olasz nagydíj második szabadedzését szeptember 5-én, pénteken délután tartják, magyar idő szerint 17:00-tól.
Az olasz nagydíj harmadik szabadedzését szeptember 6-án, szombat délután tartják, magyar idő szerint 12:30-tól.

## Időmérő edzés
Az olasz nagydíj időmérő edzését szeptember 6-án, szombat délután tartják, magyar idő szerint 16:00-tól.

## Futam
Az olasz nagydíj futamát szeptember 7-én, vasárnap délután tartják, magyar idő szerint 15:00-tól.